# Mogroside V
Le mogroside V (mogroside 5) est un hétéroside au goût sucré découvert dans le fruit du Siraitia grosvenorii (Luohan guo 罗汉果 / 羅漢果, luóhàn guǒ, « fruit du arhat »), un cucurbitacé poussant en Chine.
Le mogroside V est un hétéroside triterpenique au pouvoir sucrant 250-425 fois supérieur au saccharose,. Il est présent dans le Luo han guo a plus de 1 %w/w et est le principal contributeur du goût sucré du fruit. Dans le même fruit a été découvert d'autres mogrosides au pouvoir sucrant (PS) intense; mogroside IV (PS = 392), 11-oxo-mogroside V (PS = 84) et dernièrement, en 2009, l'iso-mogroside V (PS = 500), ainsi que le siamenoside I (PS = 563).